# Salvation Mountain

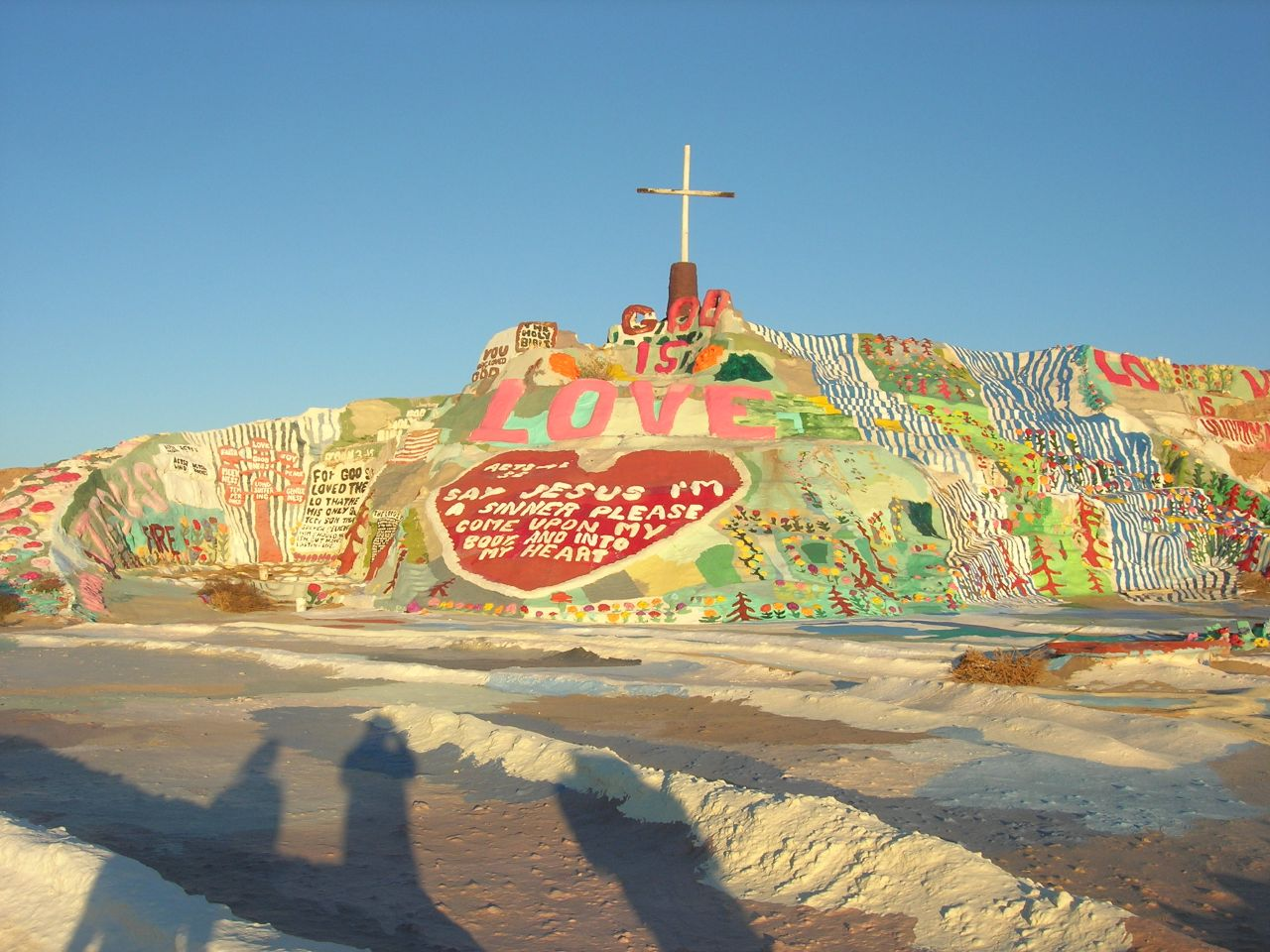
Salvation Mountain

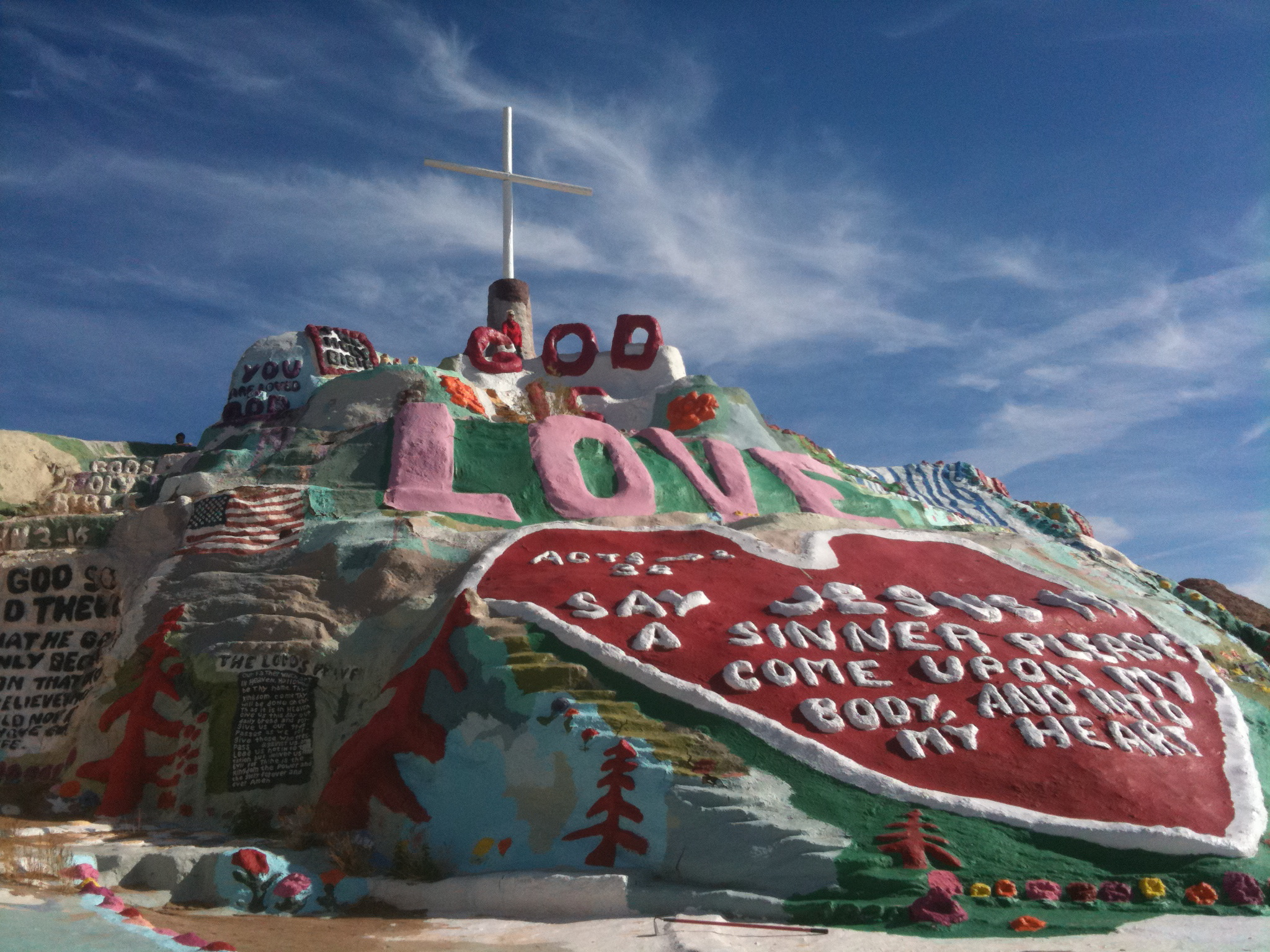
Góra Zbawienia z bliska

Salvation Mountain (pol. Góra Zbawienia) – instalacja artystyczna znajdująca się w Stanach Zjednoczonych, w Kalifornii, w hrabstwie Imperial, na wzgórzu położonym na Pustyni Kolorado, na północ od miasta Calipatria i na wschód od jeziora Salton Sea, nieopodal miejscowości Slab City.
Instalację stworzył Leonard Knight, który przybył tam w 1986 roku podczas wizyty u siostry w San Diego. Początkowo chciał tylko skonstruować balon, który ostatecznie nigdy nie zadziałał. Knight przez niemal trzy dekady budował górę z cegieł i słomy. Zużył też pół miliona litrów farby. Jak opisuje jeden z reporterów Los Angeles Times, w 2007 roku Knight wciąż tworzył swoje dzieło bez dostępu do mediów i bieżącej wody.
Schody wycięte w zboczu góry prowadzą na szczyt, na którym ustawiony został krzyż. Chevrolet z lat 30., w którym mieszkał Knight, jak i kolekcja innych maszyn, będących w jego posiadaniu jest w całości pokryta barwnymi farbami i cytatami z Biblii. Jeden z największych napisów na Górze Zbawienia to „God is Love” (pl. „Bóg jest miłością”).
Na przełomie XX i XXI w. istniało niebezpieczeństwo, że z powodu zagrożenia skażeniem środowiska obiekt ten zostanie zamknięty. W 2002 r. senator Barbara Boxer uznała Górę Zbawienia za skarb narodowy i od tej pory bez dalszych formalnych przeszkód obiekt przyciągał tysiące turystów.
Leonard Knight cierpiał na cukrzycę. Zmarł 10 lutego 2014 w sanatorium w El Cajon, gdzie przebywał od dwóch lat. Miał 82 lata. Mieszkańcy Slab City opiekują się jego dziełem.

## Salvation Mountain w kulturze
- W 1999 Jarvis Cocker w jednym z odcinków programu o tematyce Art Brut pt. Journeys Into The Outside With Jarvis Cocker odwiedził Knighta i przeprowadził z nim wywiad[4].
- Salvation Mountain i Leonard Knight pojawiają się w filmie dokumentalnym z 2004 r. pt. Plagues & Pleasures on the Salton Sea[5].
- Leonard Knight i jego góra pojawią się we fragmencie filmu Wszystko za życie z 2007 r. w reżyserii Seana Penna[3].
- W 2009 r. Huell Howser przeprowadził wywiad z Knihgtem 14 lat po przeprowadzeniu z nim pierwszego wywiadu. Oba wywiady pokazane zostały w programie pt. California’s Gold[6][7].
- Został tu nakręcony teledysk do utworu „Somebody to Die For” brytyjskiego duetu Hurts[8], teledysk do utworu „Everyday” brytyjskiego producenta muzycznego Rusko[9], w teledysk do singla brytyjskiej grupy Coldplay pt. „Birds”[10] oraz teledysk do piosenki Keshy pt „Praying”[11].